# Prairie (Illinois)
Prairie é um dos quinze distritos do Condado de Edgar, Illinois, Estados Unidos. De acordo com o censo de 2010, sua população era de 273 habitantes e continha 125 unidades habitacionais.

## Geografia
De acordo com o censo de 2010, a cidade tem uma área total de 35.99 sq mi (93.2 km2), dos quais  35.98 sq mi (93.2 km2) é terra e 0.01 sq mi (0.026 km2) é água.